# Rabanales
Rabanales es un municipio y localidad  española de la provincia de  Zamora, en la comunidad autónoma de Castilla y León.
El municipio se encuentra ubicado en la comarca de Aliste, al oeste de la provincia de  Zamora y cerca de la frontera con Portugal. Está formado por el territorio correspondiente a los términos de Fradellos, Grisuela, Matellanes, Mellanes, Rabanales y Ufones. En total, cuenta con una superficie de 80,29 km² y, según datos del padrón municipal de 2016 del INE, cuenta con una población de 562 habitantes.
La localidad de Rabanales cuenta con un casco urbano con notables muestras de la arquitectura tradicional en piedra de Aliste. Su principal edificio es la iglesia parroquial de El Salvador, construida en parte con materiales romanos como sillares de granito y estelas sepulcrales. Junto a este edificio se encuentra un falo, símbolo romano de la fecundidad. Además cuenta con el "Centro de Interpretación de las Especies Micológicas", muestra de la notable tradición micología de sus habitantes, y origen de la existencia de varias empresas dedicadas a la preparación de conservas de setas y otros productos de la zona. Después de Alcañices, Rabanales ha ocupado siempre una posición relevante en la  comarca alistana, existiendo una leyenda popular que habla de una época en la que Rabaneles disputó la cabecera de la comarca a Alcañices.
Fronteriza al norte con San Vicente de la Cabeza, al este con Gallegos del Río, al sureste con Samir de los Caños, al sur con Fonfría, al suroeste con Alcañices y al oeste con San Vitero.

## Símbolos
El escudo heráldico municipal del ayuntamiento de Rabanales, fue aprobado mediante resolución de 11 de junio de 1997 de la Diputación Provincial de Zamora, quedando blasonado de la siguiente forma:

Escudo: De plata con faja de gules cargada con círculo en plata y éste con estrella de doce puntas de gules acompañada de dos
cabañas de gules en cada uno de ellos. Al timbre corona real cerrada.

## Toponimia
RUBELLUS, nombre romano de Rabanales, acreditaba el cultivo de vid en la región. El laboreo masivo de << rubea vinea >> dio nombre a ese poblado. Sin perder la raíz, el Rubellus de antes dio origen al actual Rabanales.
(I) "... In vniuersam Hispaniã M. Varro peruenisse Iberos & Persas,& Phoenicas, Celtasque, Poenos tradit...
... M. Varro refiere que a toda España llegaron iberos, persas, fenicios, celtas y púnicos..."
Don Pascual Madoz cita en su Diccionario distintos lugares de la península ibérica con topónimos que, visiblemente, llevan implícita la raíz Raban; enumerarlos a todos alargaría en suma este artículo, luego se opta por Rabanales (Zamora). Como al parecer son localizaciones en las que se hallan acuíferos, quizá cabría —aparte de otras etimologías— la proposición siguiente: (inglés) flow, (caracteres árabes) ..., (significado persa) *raván, [traducido al español, fluir]. Rabanal, Rabanales, etc., acuíferos.
(I) a (II) Vástagos de Hércules I —pendiente de edición—; V. H. II —en revisión y pendiente de edición—.

## Geografía
Rabanales se encuentra en la zona oeste de la provincia de Zamora, a 68 km de la ciudad de Zamora, la capital provincial. Forma parte de la comarca de Aliste y se encuentra cerca de la frontera con Portugal, conocida popularmente como La Raya. El municipio limita al norte con Riofrío de Aliste y Mahíde, al sur con Alcañices, al este con Gallegos del Río y al oeste con San Vitero. Su término municipal lo conforman las localidades de Fradellos, Grisuela, Matellanes, Mellanes, Ufones y Rabanales, esta última como capital municipal. La altitud media oscila entre los 801 y los 839 metros sobre el nivel del mar, abarcando una superficie total de 80,29 km².

### Hidrografía
Pertenece a la Cuenca del Duero. Cuenta con numerosos arroyos de aguas discontinuas, siendo el río Mena, hidrográficamente hablando, el cauce más relevante de la zona, en cuanto que forma parte del “Lugar de Interés Comunitario de las Riberas del río Aliste y afluentes”. De menor importancia son también los acuíferos que se manifiestan en superficie a través de manantiales y fuentes.

### Naturaleza
El relieve del término municipal no es tan accidentado, solo forma colinas y cerros de pocas elevación; donde tiene su altura máxima en el Coronas con 917 metros de altitud. El terreno está formado por pizarras que es la roca dominante de la zona, y que se trata de un conglomerado de antiguos materiales que data del silúrico. Los ríos que cruzan el municipio es el Aliste y sus afluentes, el río Mena que cruza las pedanías de Matellanes, Ufones y Mellanes; y el Cebal que hace casi frontera con San Vicente de la Cabeza. Abunda campos de cúltivos, bosque de rebollos, pastos y campos.
El tipo de clima de Rabanales es de mediterráneo continental; con inviernos muy fríos y veranos muy suaves. Suele llover en ocasiones.

## Historia
Según investigaciones recientes, pudo ser la capital de los zoelas, siendo por tanto el posible emplazamiento de Curunda Caesara. Además, pudo ser un referente destacable de la variante sur —tras la bifurcación en Figueruela de Arriba— de la Vía XVII del Itinerario Antonino, la calzada romana que conectaba Braga y Astorga.
Su pasado está parcialmente documentado y de él destaca la existencia, aún perceptible, de los cuatro castros que se han documentado en su término. De ellos hay tres protohistóricos: el de «San Juan» —del que se han extraído monedas—, el de «Gallinera» —del que se han extraído restos cerámicos— y el de «La Luisa». Además está «El Castrico» que es el que más restos arqueológicos ha aportado y que alberga una necrópolis romana, estando aún pendiente de determinar su cronología anterior.
Son numerosos los vestigios de cronología romana que se han hallado en esta localidad. Entre ellos destaca una inscripción dedicada al emperador César Augusto, Hijo del Divino (s. II a. C.) que se supone fue un pedestal de una estatua. Este, y otros hallazgos, refuerzan la posible existencia de una variante del trazado de la Vía XVII que pasaría por Rabanales. Los habitantes de esta localidad, en la convicción de su pasado romano, exhiben en la actualidad un busto del emperador romano César Augusto en la plaza Mayor.
Fue uno de los territorios reconquistados por el Reino de León, en el que se integró, por lo que se vio afectado por el proceso repoblador que emprendieron sus monarcas. Además sufrió los conflictos bélicos que surgieron entre los reinos leonés y portugués tras la independencia de este último en 1143, ocasionados como consecuencia de las disputas por el control de determinados territorios fronterizos, entre los que estaban los de la comarca de Aliste y que se zanjaron con el Tratado de Alcañices de 1297.
Ya en la Edad Contemporánea, con la creación de las actuales provincias en 1833, Rabanales fue adscrito a la provincia de Zamora, dentro de la Región Leonesa, la cual, como todas las regiones españolas de la época, carecía de competencias administrativas. En 1834 se integró en el partido judicial de Alcañices y en torno a 1850 se incorporaron a este municipio las localidades de Fradellos, Grisuela, Matellanes y Ufones.
En 1973 incorporó el término de Mellanes, localidad que hasta entonces perteneció al extinto municipio de Ceadea. Rabanales dependió del partido judicial de Alcañices hasta que este fue suprimido en 1983 y sus municipios traspasados para engrosar el partido judicial de Zamora. Tras la constitución de 1978, Rabanales pasó a formar parte en 1983 de la comunidad autónoma de Castilla y León, en tanto localidad de un municipio integrado en la provincia de Zamora.

## Geografía humana

### Demografía
Cuenta con una población de 488 habitantes (INE 2024).
| Gráfica de evolución demográfica de Rabanales entre 1842 y 2021 |
| |
| Población de derecho según los censos de población del INE Población de hecho según los censos de población del INEEntre el censo de 1857 y el anterior, crece el término del municipio porque incorpora a 495055 (Fredellos), 495062 (Grisuela), 495075 (Matellanes) y 495149 (Ufones) Entre el censo de 1981 y el anterior, crece el término del municipio porque incorpora a una parte de 49045 (Ceadea) |

| Población | 187 | 44 | 98 | 38 | 91 | 31 |

### Economía
Debido a la humedad del suelo; se cultiva con facilidad cereales, forrajes, legumbres y hortalizas; y la ganadería que predomina es la ovina, la bovina y la caprina.
La Micología ha pasado en las últimas décadas a ser uno de los pilares de la economía del municipio pasando a formarse como uno de los núcleos con mayor densidad de producción, con dos fábricas (Faundez Groumete, Micozamora Groumete )
La hostelería también tiene peso, la famosa Ternera Alistana se puede degustar en varios de sus restaurantes.

## Administración y política
La administración política de carácter local la lleva a cabo el Ayuntamiento, cuyos miembros son elegidos democráticamente cada cuatro años mediante sufragio universal. En dichas elecciones pueden participar los residentes empadronados en la ciudad mayores de 18 años y nacionales de España y de los otros países miembros de la Unión Europea. Estos últimos, desde la reforma de la Constitución Española de 27 de agosto de 1992, pueden ser sujeto de sufragio no solo activo, sino también pasivo, es decir, pueden no solo votar sino también ser votados. Según lo dispuesto en la Ley del Régimen Electoral General,88 que establece el número de concejales elegibles en función de la población del municipio, la corporación municipal de Rabanales está formada por 7 concejales. En las Elecciones Municipales celebradas en 2015, la constitución del Ayuntamiento fue de 7 concejales pertenecientes al Partido Popular (PP) y 1 al Partido Socialista Obrero Español (PSOE). Como consecuencia de dichos resultados el pleno municipal eligió alcalde por 4 años a Domingo Ferrero. Hay que destacar que en dichas elecciones se produjo una particular unión de las listas que en las pasadas elecciones concurrieron por el PP y PSOE bajo una única popular. En 2019 se produjo un cambio pasando a ser nuevo alcalde el popular Santiago Moral consiguiendo 6 de los 7 concejales, el partido socialista conseguía uno.
| PERIODO   | NOMBRE                  | RESULTADO                             | PARTIDO                           |
| --------- | ----------------------- | ------------------------------------- | --------------------------------- |
| 1979-1983 | AGUSTIN CRUZ LORENZO    | 9 (UCD)                               | Unión de Centro Democrático       |
| 1983-1987 | AGUSTIN CRUZ LORENZO    | 6 (AP) 2 (PSOE) 1 (CDS)               | Alianza Popular                   |
| 1987-1991 | JOSE MARTIN FERNANDEZ   | 4 (AP) 3 (CDS) 2 (PSOE) 0 (PDP)       | Alianza Popular                   |
| 1991-1995 | JESÚS PRIETO MORAL      | 5 (PP) 3 (CDS) 1 (PSOE)               | Partido Popular                   |
| 1995-1999 | JESÚS PRIETO MORAL      | 4 (PP) 3 (PSOE)                       | Partido Popular                   |
| 1999-2003 | JESÚS PRIETO MORAL      | 5 (PP) 2 (PSOE) 0 (UC-CDS) 0 (PANCAL) | Partido Popular                   |
| 2003-2007 | JESÚS PRIETO MORAL      | 4 (PP) 3 (PSOE)                       | Partido Popular                   |
| 2007-2011 | DOMINGO FERRERO CRUZ    | 4 (PSOE) 3 (PP)                       | Partido Socialista Obrero Español |
| 2011-2015 | DOMINGO FERRERO CRUZ    | 4 (PSOE) 3 (PP)                       | Partido Socialista Obrero Español |
| 2015-2019 | DOMINGO FERRERO CRUZ    | 6 (PP) 1 (PSOE)                       | Partido Popular                   |
| 2019-     | SANTIAGO MORAL MATELLÁN | 6 (PP) 1 (PSOE)                       | Partido Popular                   |

## Monumentos y lugares de interés
- La iglesia parroquial fue construida durante el reinado de los Reyes Católicos, y su capilla, está hecha, en gran parte, con materiales romanos. Bien sean hermosos sillares de granito de 1,10 x 1,23 y 0,40 o 0,50 de grueso, o bien estelas sepulcrales y otras piedras labradas.
- En sus alrededores han sido descubiertas diversas sepulturas entre la abundante pizarra. También se extrajo, además, un sarcófago de granito. Todos estos vestigios apuntan a un origen ya cristiano, aunque sin datar su época exacta.
- Cuatro castros rodean el pueblo. El Castrico, sobre un altozano; el Castro de la Gallinera, al norte; el Castro de San Juan, al poniente y el Castro de la Luisa, más retirado, al mediodía. Todos ellos conservan, en mayor o menor medida, sus obras de defensa.
- El "Falo", símbolo de la fecundidad y de la vida en casi todas las mitologías, se encuentra situado junta a la iglesia. Su origen se presupone romano, dado la utilización que como símbolo hicieron a lo largo de su extenso imperio. Este podría ser también el origen de los situados en Rabanales, Ufones y otras localidades próximas.

## Cultura

### Fiestas
Rabanales venera a San Blas, el 3 de febrero, y hace lo propio con San Salvador, el 6 de agosto.
El 4 de diciembre de 1714 el sumo pontífice Clemente XI concedía a la Santa Hermandad de San Blas de Rabanales un rosario de indulgencias, destacando entre ellas la "Plenaria" a todos aquellos cofrades que "confesados y comulgados, visiten la capilla del santo patrono san Blas cada 2 de febrero". La primera vez que se bendijeron y se consiguieron las indulgencias por los hermanos y por los devotos fue el 2 de febrero de 1715.
Hasta Rabanales llegaron entonces devotos de todos los pueblos de los alrededores. Todos para recibir la indulgencia plenaria y la remisión de los pecados que se obtenían por parte de los cofrades también en el día de su muerte "confesando y comulgando y, —no pudiendo—, estando contritos e invocando con el corazón y con la boca el nombre de Jesús".
Tras los actos religiosos tuvo lugar la subasta del Ramo.